# Krúda
A krúda latin eredetű szó (cruda), jelentése: nyers.
A nyomtatott, de még be nem kötött (ívekben levő, nem hajtogatott, fűzetlen) raktári nyomtatványok összefoglaló megnevezése.
Krúda-raktár: olyan raktár, ahol a krúdákat tárolják.